# Шивта
Национальный парк «Ши́вта» (ивр. גן לאומי שבטה‎) — объект всемирного наследия ЮНЕСКО, национальный парк на юге Израиля, включает в себя развалины древнего набатейского города в северном Негеве. Шивта находится на северном берегу ручья (вади) Зейтан, на восточном краю равнины, по которой протекают ручьи Зейтан и Дрор.

## История
По-видимому, Шивта выросла из набатейского постоялого двора, появившегося в I веке до н. э. в правление царя Ареты IV (9 год до н. э. — 40 год н. э.). Поселение было основано на пересечении двух путей: из Ницаны в Авдат и из Ницаны в Халуцу, и основой его экономики являлись услуги путешественникам и купцам, двигавшимся по ним. В правление Раббэля II (70/1—106 годы), когда набатеи стали развивать в Негеве сельское хозяйство, экономика Шивты стала опираться на виноградники и разведение лошадей.
В византийский период в регион проникло христианство, и в Шивте были построены первые церкви. В это время Шивта достигла своего расцвета, и площадь её составляла 100 дунамов. Через город проходили караваны из Египта на север и из восточных стран к берегам Средиземного моря и в Европу, он являлся местным центром паломничества.
Как и другие города Негева, Шивта продолжила своё существование и после арабского завоевания в VII веке. Несмотря на то, что в Шивте были найдены арабские черепки XIII или XIV века, большинство исследователей считает, что она была заброшена между VIII и IX веками, приблизительно в то же время, что Халуца и Ницана.
В новое время первые исследования Шивты были проведены Эдуардом Палмером в 1870 году. После этого ей занимались чех Алоис Мусил в 1901 и англичане Леонард Вулли и Томас Эдвард Лоуренс (Лоуренс Аравийский) в 1914.
Первые раскопки были произведены в 1933—1935 гг. американским археологом Харрисом Д. Кольтом, после чего проводились частичные исследования в 1970-х и 1980-х годах. Место было подготовлено для посетителей в 1958—1960 гг., после основательных раскопок под руководством М. Ави-Йона.

## Достопримечательности
Благодаря своей отдалённости от других заселённых мест, оставшиеся строения не были разобраны на стройматериалы, и в результате Шивта сохранилась лучше большинства древних городов в этом регионе.

### Система водоснабжения
В Шивте сохранилась уникальная система водоснабжения: дождевые воды, выпадавшие в окрестностях города, с помощью большой системы каналов собирались в два бассейна в центральной (южной) части города (соответственно объёмом в 700 и 850 м³). Кроме того, вода с крыш домов собиралась в личные резервуары; частные колодцы находились в нишах внутри домов. По подсчётам учёных, эта система поставляла в среднем 10 литров в день на человека.

### Храмы
Недалеко от бассейнов находятся развалины самой древней церкви Шивты, «Южной церкви» (18.2×17.6 м), которая являлась городским собором. В самой церкви были найдены две надписи, согласно которым она была построена в 350 году и была отремонтирована и перестроена в 500 и 640 годах. Все три апсиды церкви полностью сохранились и позволяют нам судить о её оригинальных размерах. Кроме того, там был обнаружен баптистерий с монолитной крестообразной купелью. Лоуренс и Вулли описывали на стенах церкви фрески, изображающие преображение Христа, не сохранившиеся до нашего времени. У Южной церкви была раскопана мечеть, построенная в ранний арабский период таким образом, чтоб не повредить баптистерию.
В центре города находилась «Средняя церковь» (13.6×17.5 м), время её постройки неизвестно (так как она была лишь расчищена, а не раскопана). Так как для её строительства был использован мягкий мел, она сохранилась хуже других. 
На северной окраине византийской части находилась самая поздняя из трёх, Северная церковь (12.1×19.5 м). Она была построена за городской чертой, а с развитием города в V—VI веках крайние дома Шивты подошли вплотную к ней. Считается, что, в отличие от остальных церквей, она была воздвигнута в честь какого-то святого и служила местом паломничества. Там же был воздвигнут монастырь, чьи монахи обрабатывали близлежащие участки. Два входа ведут в атрий, частично окружённый помещениями. Перед церковью — большая площадь, частично вымощенная камнем; там, возможно, собирались паломники в день этого святого. Внушительные развалины Северной церкви включают в себя баптистерий.

### Другие строения
Рядом с площадью бассейнов был раскопан большой частный дом площадью в 400 м² («бассейный дом») и другой жилой дом с остатками лестничного пролёта и конюшен («конюшенный дом»). Эти дома были построены в поздний набатейский период и продолжали использоваться в византийский.
У Средней церкви находится так называемый «Дом наместника», южная стена которого сохранилась на всю высоту (около 5 м). По-видимому, нет основания считать это здание домом наместника или центром городского управления; считается, что он принадлежал одному из богачей.
Вплотную к Северной церкви прилегает «район мастерских» площадью в 750 м², который, возможно, был частью церковно-монастырского комплекса.

### Сельское хозяйство
Вокруг города, в основном в русле ручья, были найдены следы древних сельскохозяйственных ирригационных сооружений.